# Melonanchora elliptica
Melonanchora elliptica är en svampdjursart som beskrevs av Carter 1874. Melonanchora elliptica ingår i släktet Melonanchora och familjen Myxillidae. Inga underarter finns listade i Catalogue of Life.